# Vriesea joyae
Vriesea joyae là một loài thuộc chi Vriesea. Đây là loài đặc hữu của Brasil.